# Релігійно-науковий вісник
«Релігійно-Науковий Вісник» — православний часопис видавництва Братства святої Покрови.
Часопис виходив у 1921—1923 роках у таборах інтернованих вояків УНР в Александруві-Куявському і Щипйорні (Польща), спершу неперіодично, у 1923 році — як двомісячник. Редактором часопису був отець П. Білонь, членом  редакційного комітету — Леонід Волохів.